# 辰巳琢郎の勝手にコンシェルジュ
『辰巳琢郎の勝手にコンシェルジュ』は、2021年7月3日から2022年3月26日まで放送されていたTBSラジオのトーク番組。
同番組は、東京湾のすぐ近くにあるハイアットリージェンシー東京ベイというホテルでロケーションして収録したもので、毎月マンスリーゲストを1組迎え、自らワイン愛好家としても知られ、この番組では「勝手にコンシェルジュ」と名乗る辰巳が、ゲストをワインでもてなしながら、ゲストのプライベートに迫るインタビューを行っている。なお5週ある場合は月末の第5週にゲストなしのフリートークを行う場合もある。

## 過去のゲスト一覧
2021年
- 7月　草刈民代（第1週はゲストなしのフリートーク）
- 8月　コシノジュンコ
- 9月　真琴つばさ
- 10月　橋本マナミ（第5週はゲストなしのフリートーク）
- 11月　葉加瀬太郎
- 12月　宮崎美子

2022年
- 1月　弘兼憲史（5週月だが、第5週までの連続出演だった）
- 2月　杉山愛
- 3月　大地真央